# Anthony Wolfe

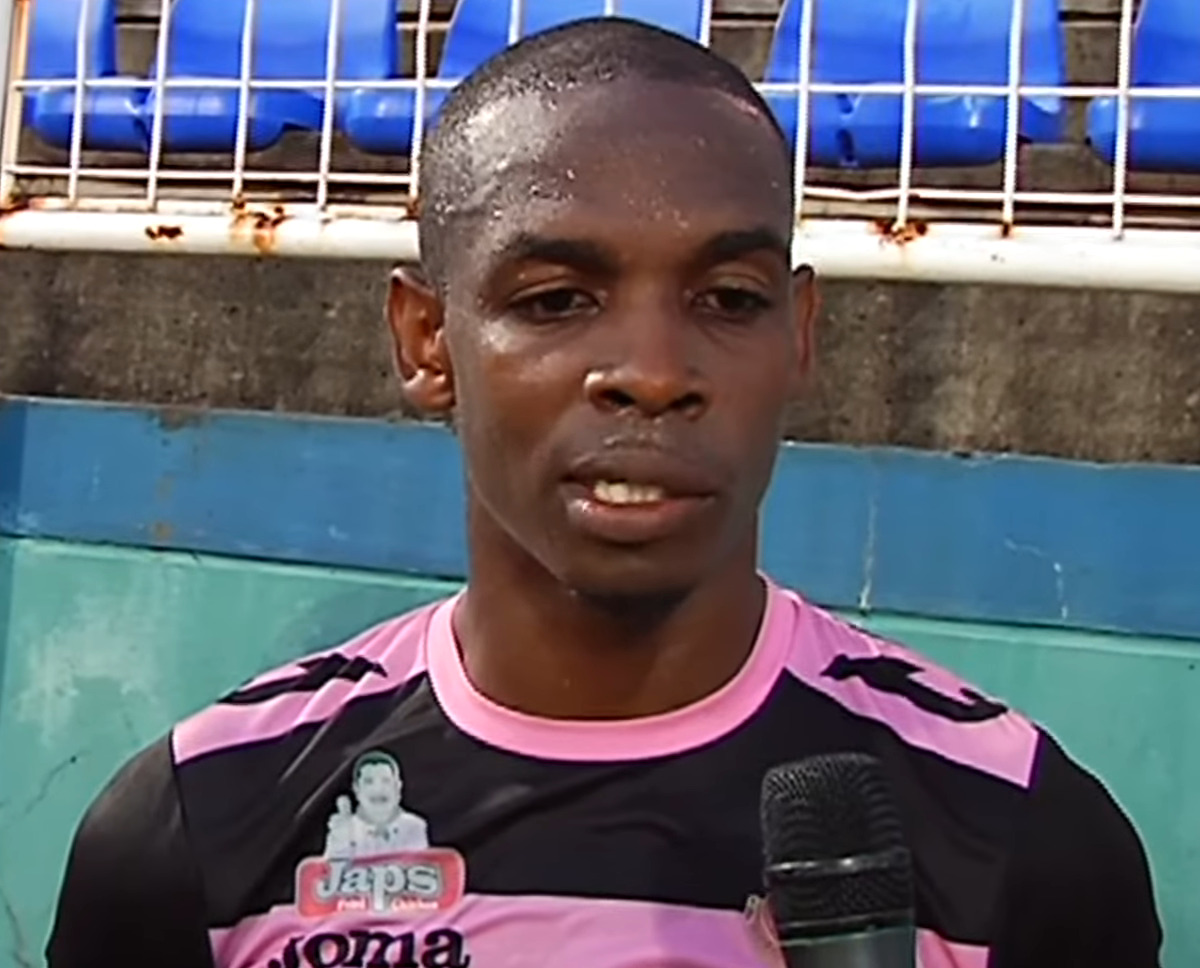
Anthony Wolfe, 2016

Anthony Wolfe (* 23. Dezember 1983 in Manzanilla, Trinidad) ist ein Fußballnationalspieler aus Trinidad und Tobago. Der Stürmer nahm mit der Nationalmannschaft an der WM 2006 teil.
Zurzeit spielt er beim Club, wo er eine Position im Sturm ausfüllt. Bis 2005 trat er für die North East Stars an, wechselte dann aber zu San Juan Jabloteh, wo er auf Anhieb 2006 mit 16 Treffern Torschützenkönig der Liga werden konnte. Zur Saison 2007 unterschrieb er bei den Atlanta Silverbacks in der USL First Division einen Dreijahresvertrag.
2003 kam er 19-jährig zu seinem Debüt in der Auswahl seiner Heimat, seitdem spielte er insgesamt achtmal für die Soca Warriors, außerdem stand er im Aufgebot für die WM 2006, blieb in Deutschland jedoch ohne Einsatz.
| Personendaten    | Personendaten                                  |
| ---------------- | ---------------------------------------------- |
| NAME             | Wolfe, Anthony                                 |
| KURZBESCHREIBUNG | Fußballnationalspieler aus Trinidad und Tobago |
| GEBURTSDATUM     | 23. Dezember 1983                              |
| GEBURTSORT       | Manzanilla                                     |